# ألكسيس كابريرا
ألكسيس كابريرا (بالإسبانية: Alexis Sebastián Cabrera)‏ (18 مارس 1987 في الأرجنتين - ) هو لاعب كرة قدم أرجنتيني في مركز الوسط. لعب مع نادي لانوس.

## وصلات خارجية
1. ↑   http://bdfa.com.ar/jugador.asp?codigo=70727. {{استشهاد ويب}}: |url= بحاجة لعنوان (مساعدة) والوسيط |title= غير موجود أو فارغ (من ويكي بيانات) (مساعدة)